# Carl Jacob Burckhardt
Carl Jacob Burckhardt (Basel, 10 de setembro de 1891 – Vinzel, 3 de março de 1974) foi um diplomata e historiador suíço. Sua carreira alternou entre pesquisas históricas e cargos diplomáticos. Os mais notáveis cargos que desempenhou foram os de alto comissário da Liga das Nações para a Cidade Livre de Danzigue e presidente da Cruz Vermelha.

## Biografia
Burckhardt nasceu em Basel, na Suíça. Filho de Carl Christoph Burckhardt (1862–1915), um membro da família patrícia Burckhardt e de sua esposa, Hélène Aline Schazmann (1871–1949). Teve também uma Irmã chamada Theodora Burckhardt (1896-1982).
Frequentou o ginásio em Basel e Glarisegg (em Steckborn). Logo depois, ele estudou nas universidades de Basel, Zurique ,Munique e Göttingen, sendo particularmente influenciado pelos professores Ernst Gagliardi e Heinrich Wölfflin.
Obteve sua primeira experiência diplomática na Missão Diplomática suíça na Áustria, de 1918 a 1922, um período caótico após o colapso da Áustria-Hungria. Enquanto estava lá, ele conheceu Hugo von Hofmannsthal. Burckhardt obteve seu doutorado em 1922 na Universidade de Gottigen e depois aceitou uma nomeação no Comitê Internacional da Cruz Vermelha (CICV), que o enviou para a Ásia Menor, onde ajudou no reassentamento dos gregos expulsos da Turquia após a derrota da Grécia em 1922.
Posteriormente retornou à Suíça, onde se casou com Elisabeth de Reynold (filha de Gonzague de Reynold) e seguiu uma carreira acadêmica. Ele foi nomeado Privatdozent na Universidade de Zurique em 1927, e em 1929, foi nomeado como professor extraordinário de história contemporânea na universidade. De 1932 a 1937, foi professor ordinário no recém-criado Instituto Universitário de Altos Estudos Internacionais (IHEID), em Genebra. Enquanto estava lá, ele publicou em 1935 o primeiro volume de sua biografia abrangente do Cardeal Richelieu , que seria concluída com a publicação do quarto volume em 1967.
Retornou à carreira diplomática em 1937, servindo como o último Alto Comissário da Liga das Nações na Cidade Livre de Danzig de 1937 à 1939. Nessa posição, ele pretendia manter o status internacional de Danzig garantido pela Liga das Nações, que colocou-o em contato com vários nazistas proeminentes enquanto tentava evitar o aumento das demandas alemãs. A missão acabou sem sucesso com a invasão da Polônia e anexação alemã em Danzig.
Após este período como Alto Comissário, voltou ao cargo de professor em Genebra pelo resto da Segunda Guerra Mundial (1939–1945). Enquanto ocupava esse cargo, ele também exerceu uma função de liderança no CICV, viajando várias vezes à Alemanha para negociar um melhor tratamento para civis e prisioneiros, em parte usando os contatos adquiridos durante seus dois anos como Alto Comissário em Danzig.

### Envolvimento com o nazismo
Depois da guerra, tornou-se presidente do CICV, servindo de 1945 a 1948. Para se organizar,  ele aumentou a integração das instituições internacionais da Cruz Vermelha e das Sociedades Nacionais da Cruz Vermelha. Politicamente, seu mandato foi controverso, pois manteve a política existente do CICV de estrita neutralidade nas disputas internacionais, o que levou o CICV a se recusar a condenar os nazistas quando suas atrocidades vieram à tona oficialmente. Seu forte anticomunismo até o levou a considerar o nazismo um mal menor. Nesse tempo, serviu simultaneamente, de 1945 à 1949, como enviado suíço em Paris.
Burckhardt era "um amigo próximo e admirador de Hitler" e estava informado da Solução Final já em 1942. Sob sua liderança, o CICV "serviu como uma ferramenta da política de extermínio nazista", segundo a historiadora israelense Livia Rothkirchen. A postura da Cruz Vermelha durante a guerra não veio totalmente à luz até que ela abriu seus arquivos do período em 1994.
Depois de 1949, voltou à carreira acadêmica, publicando vários livros de história nas décadas seguintes. Em 1954, recebeu o Prêmio da Paz do Comércio Livreiro Alemão. Ele morreu em 1974 em Vinzel. Sua esposa morreu em 1989.

## Trabalhos

### Livros[2]
- Der Berner Schultheiss Charles Neuhaus (1925)
- Richelieu (4 vols., 1935–67)
- Gestalten und Mächte (1941)
- Reden und Aufzeichnungen (1952)
- Meine Danziger Mission, 1937–1939 (1960)
- GW (6 vols., 1971)
- Memorabilien (1977)
- Briefe: 1908–1974 (1986)[10]

## Conquistas

### Prêmios[2]
- Comandante da Legião de Honra Francesa
- Membro estrangeiro da Academia de Ciências da Baviera
- Membro da Academia Alemã de Linguagem e Poesia
- Doutor honorário pelas Universidades de Basel, Grenoble e Lille
- Cidadão honorário de Lille

### 1949
- Placa Goethe da cidade de Frankfurt am Main

### 1950
- Honorário cidadão de Lübeck
- Prêmio Hansischer Goethe

### 1954
- Prêmio da Paz do Comércio Livreiro Alemão

### 1955
- Cavaleiro da Classe da Paz da Ordem Pour le Mérite

### 1958
- Medalha Willibald Pirckheimer

### 1959
- Prêmio Johann Peter Lever
- Decoração Austríaca de Honra para Ciência e Arte

### 1961
- Prêmio Cultura da Cidade de Basel